# Seznam dílů seriálu Sweetbitter
Toto je seznam dílů seriálu Sweetbitter. Americký dramatický televizní seriál Sweetbitter měl premiéru 6. května 2018 na stanici Starz.

## Přehled řad
| Řada | Díly | Premiéra v USA    | Premiéra v USA  |
| Řada | Díly | První díl         | Poslední díl    |
| ---- | ---- | ----------------- | --------------- |
| 1    | 10   | 6. května 2018    | 10. června 2018 |
| 2    | 8    | 14. července 2019 | 18. srpna 2019  |

## Seznam dílů

### První řada (2018)
| Č. v seriálu | Č. v řadě | Původní název            | Režie            | Scénář                                | Premiéra v USA  |
| ------------ | --------- | ------------------------ | ---------------- | ------------------------------------- | --------------- |
| 1            | 1         | Salt                     | Richard Shepard  | Stephanie Danler                      | 6. května 2018  |
| 2            | 2         | Now Your Tongue Is Coded | Cherien Dabis    | Stuart Zicherman                      | 13. května 2018 |
| 3            | 3         | Everyone Is Soigné       | Adam Bernstein   | Kenneth Lin                           | 20. května 2018 |
| 4            | 4         | Simone's                 | Shira Piven      | Liz Tuccillo                          | 25. května 2018 |
| 5            | 5         | Weird Night              | Ry Russo-Young   | Stephanie Danler & Deborah Schoeneman | 3. června 2018  |
| 6            | 6         | It's Mine                | Stuart Zicherman | Jaquen Castellanos & Azie Dungey      | 10. června 2018 |

### Druhá řada (2019)
| Č. v seriálu | Č. v řadě | Původní název          | Režie              | Scénář                  | Premiéra v USA    |
| ------------ | --------- | ---------------------- | ------------------ | ----------------------- | ----------------- |
| 7            | 1         | The Pork Specials      | Augustine Frizzell | Stephanie Danler        | 14. července 2019 |
| 8            | 2         | Equifax & Experian     | Augustine Frizzell | Stuart Zicherman        | 14. července 2019 |
| 9            | 3         | Last of the Season     | Marta Cunningham   | Kenneth Lin             | 21. července 2019 |
| 10           | 4         | Sec or Demi-Sec        | Marta Cunningham   | Charise Castro Smith    | 28. července 2019 |
| 11           | 5         | Entropy                | Geeta Patel        | Sharr White             | 4. srpna 2019     |
| 12           | 6         | Truffles and Champagne | Geeta Patel        | Christopher Oscar Pena  | 11. srpna 2019    |
| 13           | 7         | Bodega Cat             | Stuart Zicherman   | Lucy Thurber            | 18. srpna 2019    |
| 14           | 8         | Peach Treats           | Stuart Zicherman   | Azie Dungey a Luke Sand | 18. srpna 2019    |